# Martin Neufeld
Pour les articles homonymes, voir Neufeld.
Martin Neufeld est un acteur canadien.

## Filmographie
- 1980 : Ça peut pas être l'hiver, on n'a même pas eu d'été : le jeune Albert
- 1982: Peau de banane (épisode télévisé): Peter Cox
- 1983 : Bonheur d'occasion : Emmanuel
- 1983 : La Course vers le pôle (Cook & Peary: The Race to the Pole) (TV) : Billy Pritchard
- 1984 : Le Marchand d'armes (The Gunrunner)
- 1986 : One Night Only (TV) : Johnny-O
- 1987 : Murder by the Book (TV) : Pete
- 1989 : Flic et Rebelle (Renegades) : un membre du gang de Marino
- 1990 : H : Snake
- 1994 : Relative Fear : Peter Pratman
- 1994 : Bolt : Dill
- 1994 : Highlander 3 (Highlander III: The Sorcerer) d'Andy Morahan : Stenn
- 1995 : Hiroshima (TV) : Morris Jeppson
- 1995 : Les grands procès : Détective McCaskill
- 1996 : Cosmos
- 1996 : Twists of Terror (TV) : Dr. Roberts
- 1997 : État d'urgence (The Peacekeeper) : Decker
- 1998 : Musketeers Forever
- 1998 : Nico la licorne (Nico the Unicorn) : Dobbs
- 1999 : The Witness Files : Ernesto Rao
- 1999 : Monet: Shadow and Light (TV) : Pissarro
- 1999 : Hemingway: A Portrait
- 2000 : Quelque chose demeure ici (Someone Is Watching) (TV) : Bobby 'BJ' Culley
- 2001 : Protection : Davey Hicks
- 2002 : Aftermath : Reginald Grover
- 2002 : Silent Night (TV) : Lt. Hans Klosterman